# Racing Club (tango)

Escudo del Racing Club

Racing Club es un tango cuya letra pertenece a Carlos Pesce en tanto que la música es de Vicente Greco, que fue grabado por 1913 por Greco y, el mismo año, por la orquesta de Roberto Firpo. La letra fue agregada años después y tanto estas primeras grabaciones como muchas de las posteriores son solamente instrumentales. El tango es un homenaje al club de fútbol de Argentina cuyo nombre lleva y fue dedicado expresamente a los “distinguidos socios del Racing Club”.

## Los autores
Vicente Greco (1886-1924) fue un músico de tango que se destacó como compositor, director de orquesta y bandoneonista, uno de los más representativos del período conocido como Guardia vieja, autor de Rodríguez Peña y Naipe marcado entre otros temas.

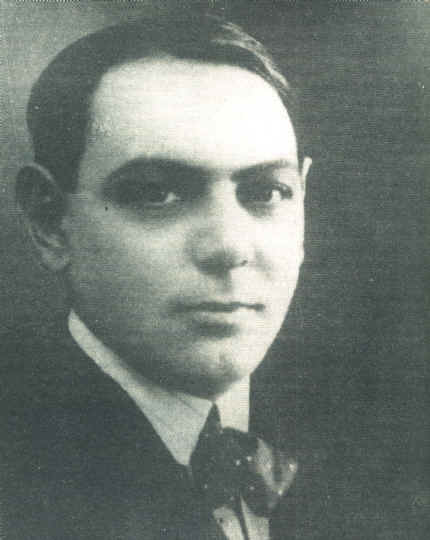
Vicente Greco, compositor del tango Racing Club

Carlos Pesce ( Argentina 1901 – ídem 24 de septiembre de 1975 fue un letrista dedicado al género del tango. Entre sus obras se recuerdan especialmente El esquinazo, El porteñito y El penado catorce, obra esta con la que hizo una gran interpretación el cantante Agustín Magaldi.

## El Racing Club
Es una institución deportiva de Argentina, fundada el 25 de marzo de 1903, ubicada en la ciudad de Avellaneda, aledaña a la de Buenos Aires. Si bien actualmente su principal actividad deportiva es el fútbol profesional, también se practican otros deportes. Entre 1913 y 1919 ganó siete campeonatos consecutivos de fútbol amateur y fue el primer equipo en el mundo en lograrlo. También fue el primer equipo argentino en lograr un campeonato mundial (1967). Por la excelencia de su juego recibió el apodo de la «La Academia de Football Nacional», que lo identifica hasta la actualidad.

## La obra
La letra –muy pocas veces cantada- se refiere al club como “academia en la América del Sur gran campeón de los tiempos viejos de oro”.
Dice Adet que, a diferencia de otras obras circunstanciales surgidas de la pasión por el fútbol que cayeron en el olvido, Racing Club soportó airoso el paso del tiempo y opina que la versión de Alfredo Gobbi (h) en 1949 es, probablemente, la interpretación más acabada.

## Grabaciones
Algunas de las grabaciones de este tango son:
Instrumentales
- Alfredo Gobbi y su orquesta el 13 de octubre de 1949.
- Ángel D'Agostino y su orquesta el 29 de marzo de 1946.
- Carlos Di Sarli y su orquesta el 4 de julio de 1940.
- Rodolfo Biagi y su orquesta el 13 de septiembre de 1950.
- Leopoldo Federico y su orquesta.
- También hay una grabación en vivo efectuada en 1941 por la orquesta de Aníbal Troilo y otra en la década de 1950 por Donato Racciatti.